# Sylvie d'Aquitaine
Sylvie d’Aquitaine est une figure de l’aristocratie chrétienne du IVe siècle, mentionnée dans l’Histoire lausiaque de Palladius de Galatie comme la belle-sœur de Flavius Rufinus, préfet du prétoire de l’Empire romain d’Orient.
Originaire de Gaule Aquitaine, elle entreprend vers 495 un pèlerinage en Terre Sainte, séjournant à Jérusalem puis voyageant jusqu'en Égypte aux côtés de Mélanie l’Ancienne et de Palladius, avant de retourner en Occident avec des reliques de martyrs orientaux. Bien que certains historiens aient attribué à Sylvie la paternité d’un récit de pèlerinage anonymement transmis, cette hypothèse a été réfutée, l’ouvrage étant désormais attribué à Égérie.
Sylvie est également associée à Brescia, en Italie du Nord, où elle est liée à l’évêque Gaudentius. Elle y est vénérée comme sainte, sa fête étant célébrée localement le 15 décembre. 

## Historiographie
Quand le manuscrit est découvert à Arezzo (Codex Arretinus VI,3), l'éditeur du texte Gian Francesco Gamurrini d'attribuer en 1885 sa paternité à la Sylvie mentionnée par Palladius. Cette affirmation est rejetée depuis les travaux de Marius Férotin publiés en 1903 qui attribue alors le texte à une autre pélerine, Égeria ou Aethéria, une attribution qui depuis fait consensus. 
Prolongeant en ce sens, l'historien ecclésiastique Edward Cuthbert Butler (en) relève en 1905 que la Silvia de Palladius est en réalité non la sœur mais la belle-sœur de Rufinus, et conclut que « Sainte Silvia d’Aquitaine » est  figure purement mythique. Cuthbert Turner (en) remet ensuite en question l'idée jusque là répandue que Silvia est le sujet central du chapitre LV de l'Histoire lausiaque, lui substituant la pélerine Mélanie également citée, retirant de la sorte à Silvia le rôle de mentor de la diaconesse Olympiade — rôle qui revient, lui aussi, à Mélanie.

## Biographiques

### Les sources
Sylvie d'Aquitaine est mentionnée sous le nom de Sylviana comme la belle-sœur de Flavius Rufinus (mort en 395), tuteur de l'empereur Flavius Arcadius, au sein d'un groupe de pèlerins dans le chapitre 55 de l'Histoire lausiaque de Palladius de Galatie. De ce texte on peut déduire que cette « bienheureuse vierge » opère un pèlerinage qui la mène de Jérusalem en Égypte en compagnie de Palladius lui-même, de Mélanie d'un diacre nommé Jovinus. Un écrit de Paulin de Nole daté de 403 mentionne le retour de Sylvie en Occident ou elle importe les reliques de nombreux martyrs orientaux.

### Éléments biographiques
Belle-soeur de Rufinus, tuteur de l'empereur Flavius Arcadius, consule en 392, préfet du prétoire en et dirigeant incontesté de l'Empire d'Orient en l'absence de Théodose en 394, Silvia appartient donc au cercle des élites aristocratiques chrétiennes de l'Empire théodosien. On présume que Silvia était originaire tout comme son beau-frère, du sud de la Gaule mais, dans la mesure ou l'on ne dispose pas information sur l'origine de la famille de l'épouse de Rufinus, on ne peut affirme qu'elle provient d'Élusa, la ville de Novempopulanie dont ce dernier est originaire : elle peut être originaire d'une autre ville de Gaule aquitaine, voire à une région encore plus éloignée, peut-être dans le nord de l'Italie, voire à Brescia.  
Tout comme d'autres membres de l'aristocratie chrétienne de la fin du IVe siècle, qui s'impliquent régulièrement dans les affaires ecclésiastiques et politiques, elle entreprend — probablement vers 394 — un pèlerinage en Terre Sainte, un phénomène en plein essor depuis la promotion des lieux saints par Constantin et sa famille. Á Jérusalem, Silvia séjourna au Mont des Oliviers, probablement dans le monastère double fondé par Mélanie l’Ancienne et Rufin d'Aquilée qui accueille volontiers les visiteurs de haut rang, dans une ostentation que Jérôme de Stridon critique, sans toutefois nommer Sylvie. La présence à Jérusalem d'un tel personnage, capable de renforcer les alliances entre l'aristocratie chrétienne locale et la cour impériale, a pu irriter Jérôme dans la mesure où Sylvie a pu jouer un rôle dans les tensions opposant les communautés chrétiennes de Jérusalem et de Bethléem dans la controverse « origéniste » qui divise alors l'Église orientale.
Selon Palladius qui fait partie de l'expédition, elle entreprend également un voyage de Jérusalem en Égypte, accompagnée notamment de Mélanie l'Ancienne et du diacre Jovinus dans le but de rencontrer les ascètes du désert, tradition courante à l'époque parmi les pèlerins de son rang. Après son pèlerinage, probablement au tournant du Ve siècle, Silvia retourne en Occident, possiblement en Italie du Nord et peut-être plus précisément à Brescia, où elle se lie à Gaudentius, futur évêque de la ville, qui la mentionne dans le prologue d'une traduction du Roman pseudo-clémentin, traduction qu'aurait commandité Silvia. Cette dernière est en outre associée à une importante donation de reliques à l'Église locale et aurait contribué financièrement à des œuvres religieuses ou caritatives, bien tout cela demeure conjectural.

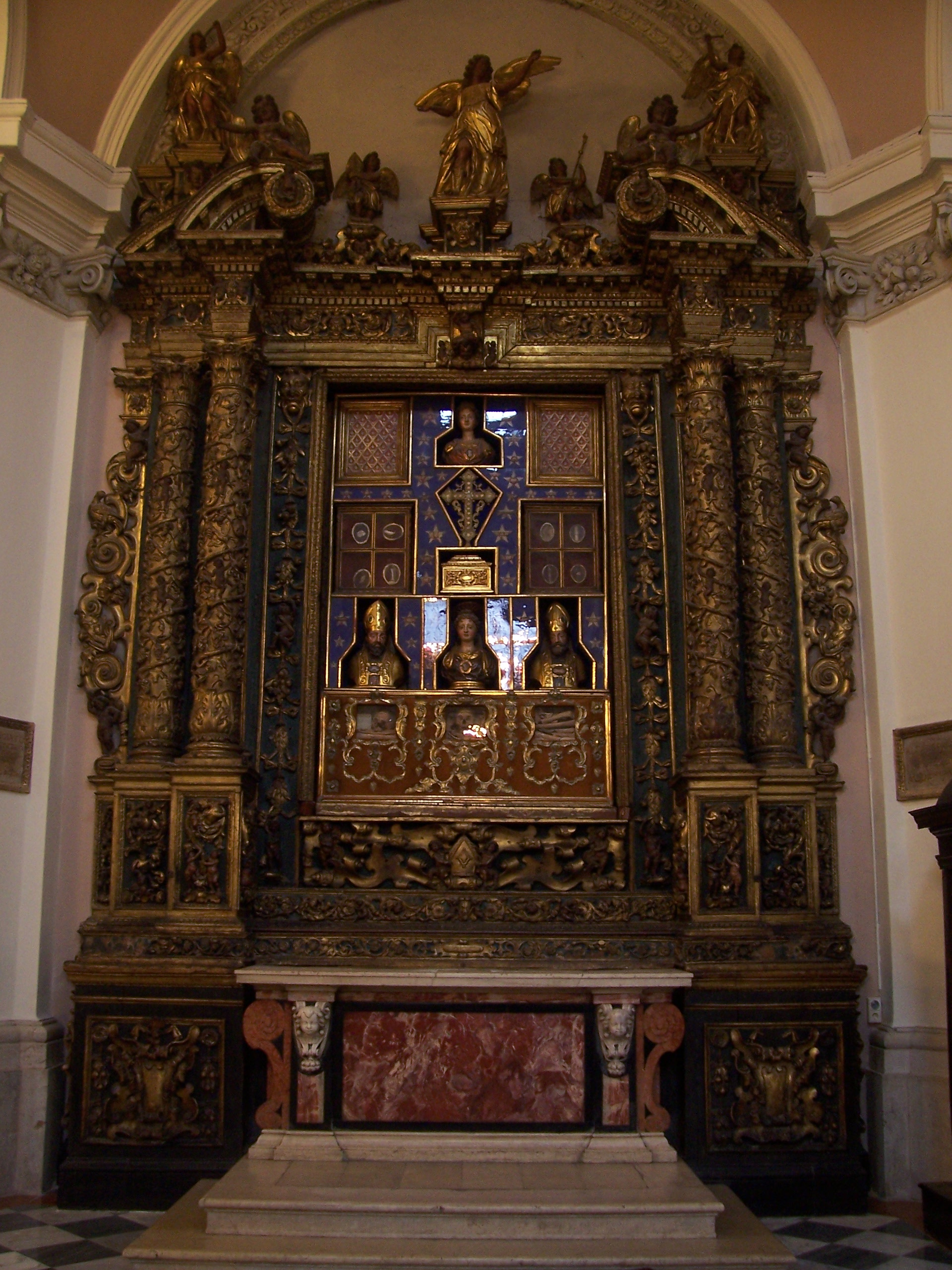
Reliquaire de Gaudentius, Silvia et Théophile, 1602, église San Giovanni à Brescia.

### Vénération
Les annales ecclésiastiques mentionnent une fête locale dédiée à Sainte Silvia à Brescia, célébrée le 15 décembre, une vénération qui, bien qu'elle ne soit attestée qu'au Moyen Âge, doit remonter à des temps très anciens dans la mesure où elle associée à l'évêque Gaudentius, fondateur de la Concilium Sanctorum, basilique de la ville, à côté duquel Silvia a probablement été inhumée. 
Les sources attestent que le 9 juillet 1595, les reliques de trois saints locaux — Gaudentius, Théophile et Silvia — sont exhumées et réinhumées dans un tombeau nouvellement construit, au terme d'une procession solennelle dans les rues de la ville. Les crânes des trois saints sont encore visible dans un reliquaire rehaussé de leurs bustes au-dessus de l'autel de l'église San Giovanni de Brescia, édifiée à la place de l'antique Concilium Sanctorum établi par Gaudentius.  
Une peinture de mauvaise facture attribuée à Girolamo Rossi et exécutée en 1602, représentant la Vierge Marie avec les saints Gaudentius, Silvia et Théophile, atteste de l'évènement fut achevée et placée dans l’église, où elle est encore visible aujourd’hui.  

## Bibliographique
- (en) E. David Hunt, « St. Silvia of Aquitaine : The role of a Theodosian pilgrim in the society of East and West », The Journal of Theological Studies, vol. XXIII, no 2,‎ 1972, p. 351–373 (ISSN 0022-5185).